# 盧祥
盧祥（1403年—1468年），字仲和，廣東廣州府東莞縣人，民籍。明朝政治人物。進士出身。

## 生平
廣西鄉試第八名。正統七年（1442年）壬戌科會試第十六名，殿試登進士第二甲第三十九名。授南禮科給事中，改吏科，以言事謫蒲州通判。天順初年，擢禮科都給事中，後以僉都御史巡撫延綏致仕，成化四年卒。

## 事跡
成化初年，奏請設立土兵。

## 著作
曾祖父盧禮卿。祖父盧原敏。父亲盧暎濱。